# Couloir de la mort (bataille de Normandie)
Pour les articles homonymes, voir Couloir de la mort (homonymie).
Le couloir de la mort est le nom donné vers la fin de la bataille de Normandie à un étroit passage entre Saint-Lambert-sur-Dive et Chambois dans le nord-est de l'Orne. 

## Contexte
Durant les journées du 19 au 20 août 1944, sur un passage de 3 km de largeur ce qui reste des troupes allemandes en Normandie essayent de s'échapper par le seul passage encore ouvert dans la poche de Falaise sous la pression des Canadiens (4ème division blindée) et des Polonais (1ère division) au nord d'une part, des Américains (90ème division) et d'un détachement de la 2e DB française au sud d'autre part. Seul le gué de Moissy, traversable l'été et le pont de Saint-Lambert permettent aux véhicules de franchir la Dives (voir plan sur). Cette zone est durant ces deux jours sous le feu de l'artillerie et de l'aviation alliées. Pendant 36 heures, l'armée allemande s'est défendu courageusement avec plusieurs contre-attaques contre le major Currie à Saint-Lambert. Ils ont failli repousser les alliées à un moment donné, ce qui a mis en valeur le courage, également, du canadien par sa fermeté, mais avec l'échec du dernier plan d'assaut allemand le 20 août, le bilan de ceci sur la ville s'est établie à 7 chars, 40 véhicules, 300 morts, 500 blessés, et 2 100 capturés. Il semble que Currie a pu minimiser les pertes (bien que 'lourdes'), coté canadien, après la perte de deux chars au début de l’opération d'interception le 18 août.      
Lorsque les troupes alliées font leur jonction, elles découvrent un spectacle dantesque avec un enchevêtrement de véhicules détruits, incendiés ou abandonnés, de cadavres de soldats et de chevaux recouvrant la route, parfois sur une épaisseur de trois ou quatre corps, ce qui justifie ce surnom de « couloir de la mort », « L'une des plus grandes tueries de la guerre », dira le général Eisenhower. Un correspondant a remarqué : « La vie allemande avait cessé avec une soudaineté tragique et terrible ».

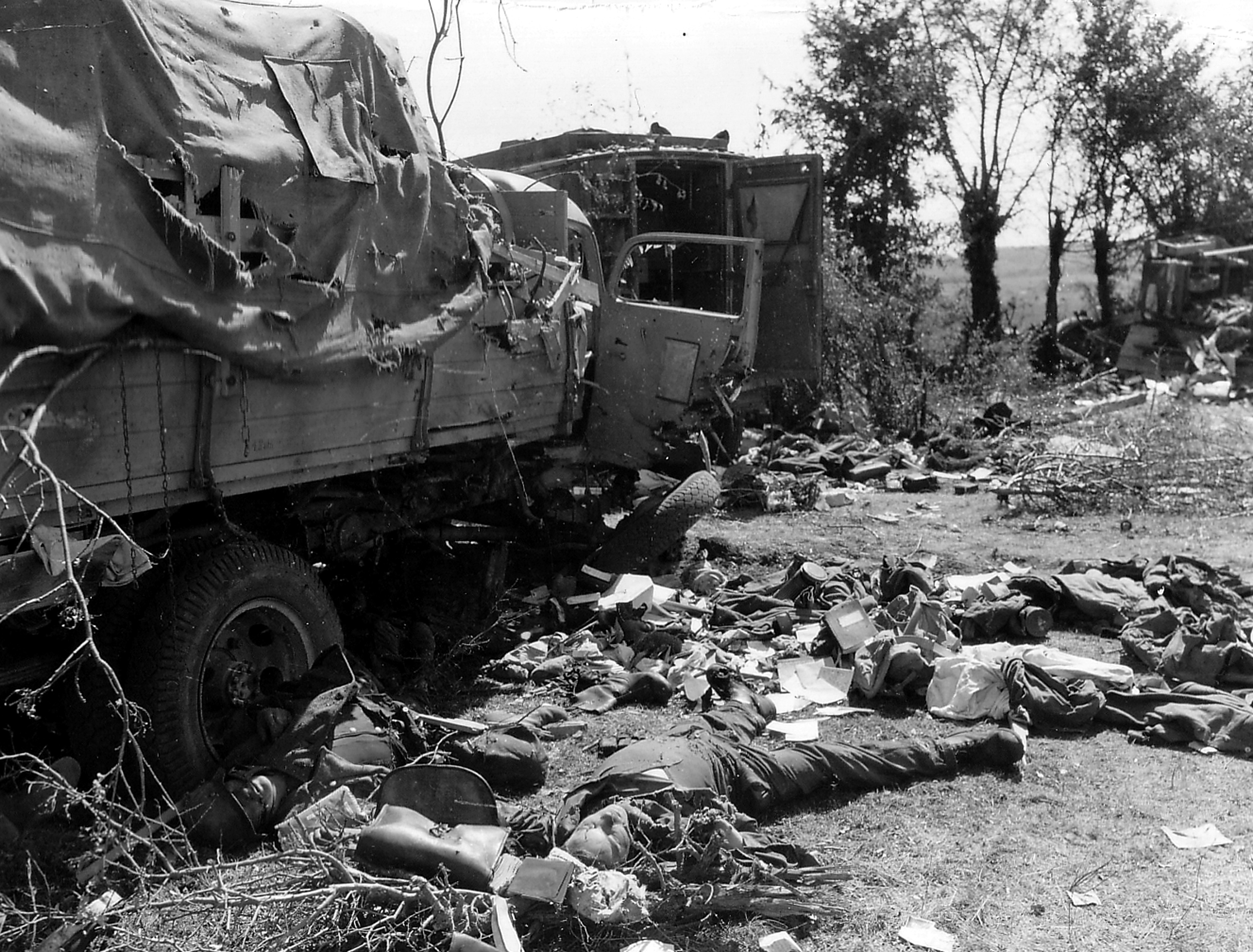
Vestige d'un convoi allemand vers Chambois.
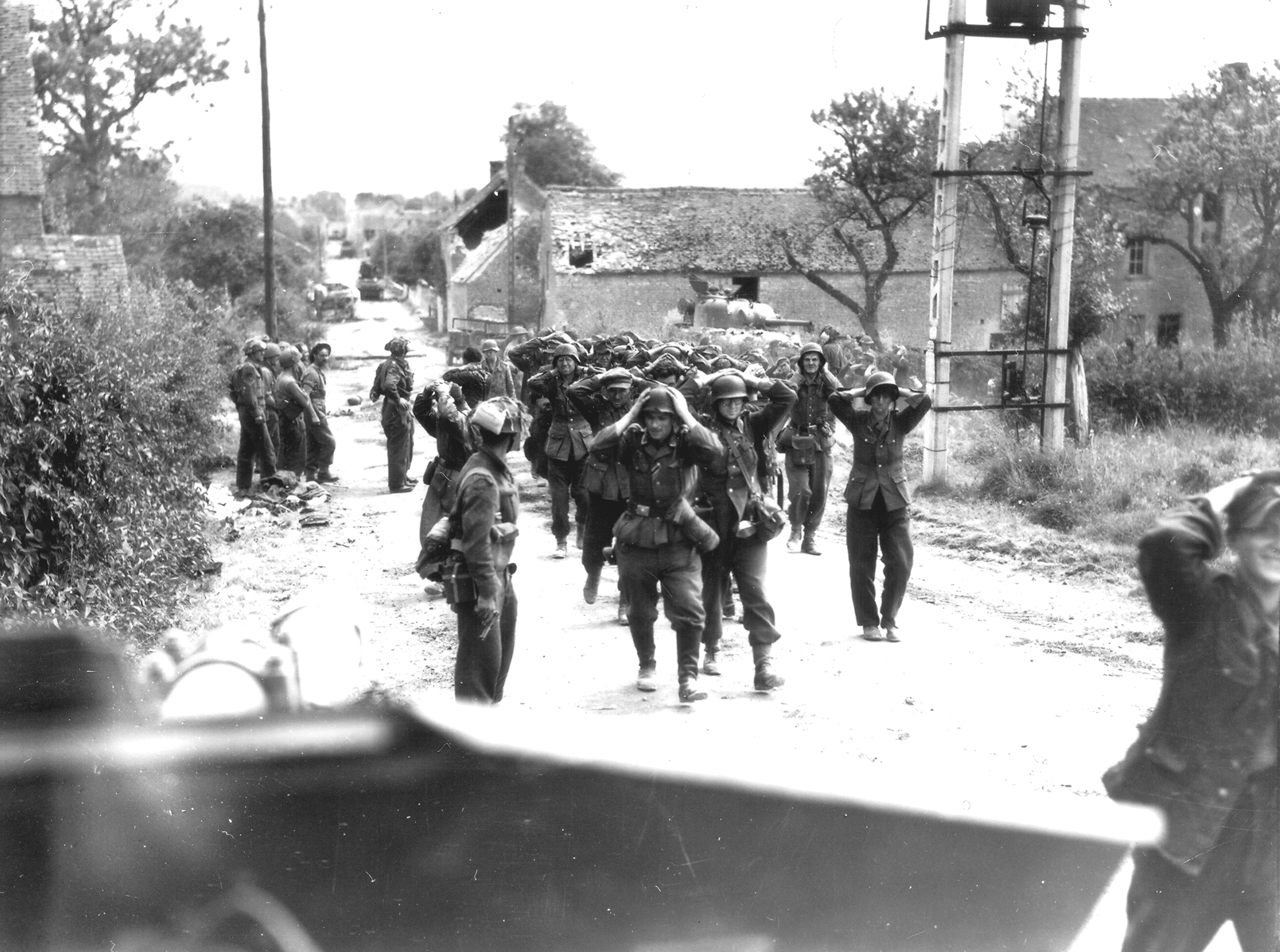
Allemands se rendant à Saint-Lambert-sur-Dive.
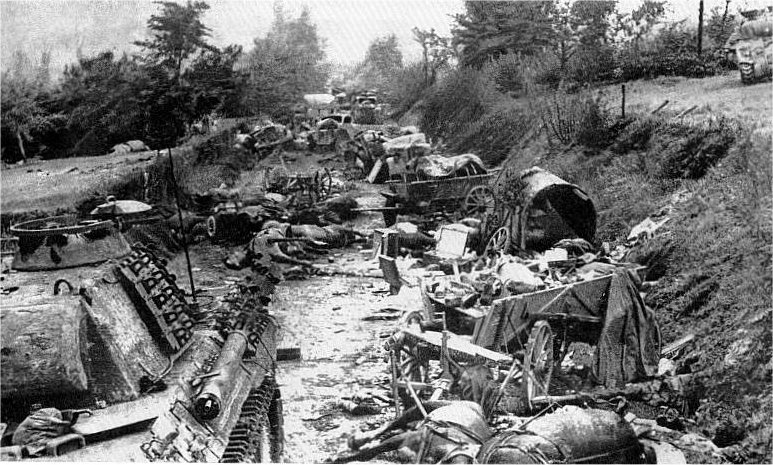
Convoi allemand détruit.
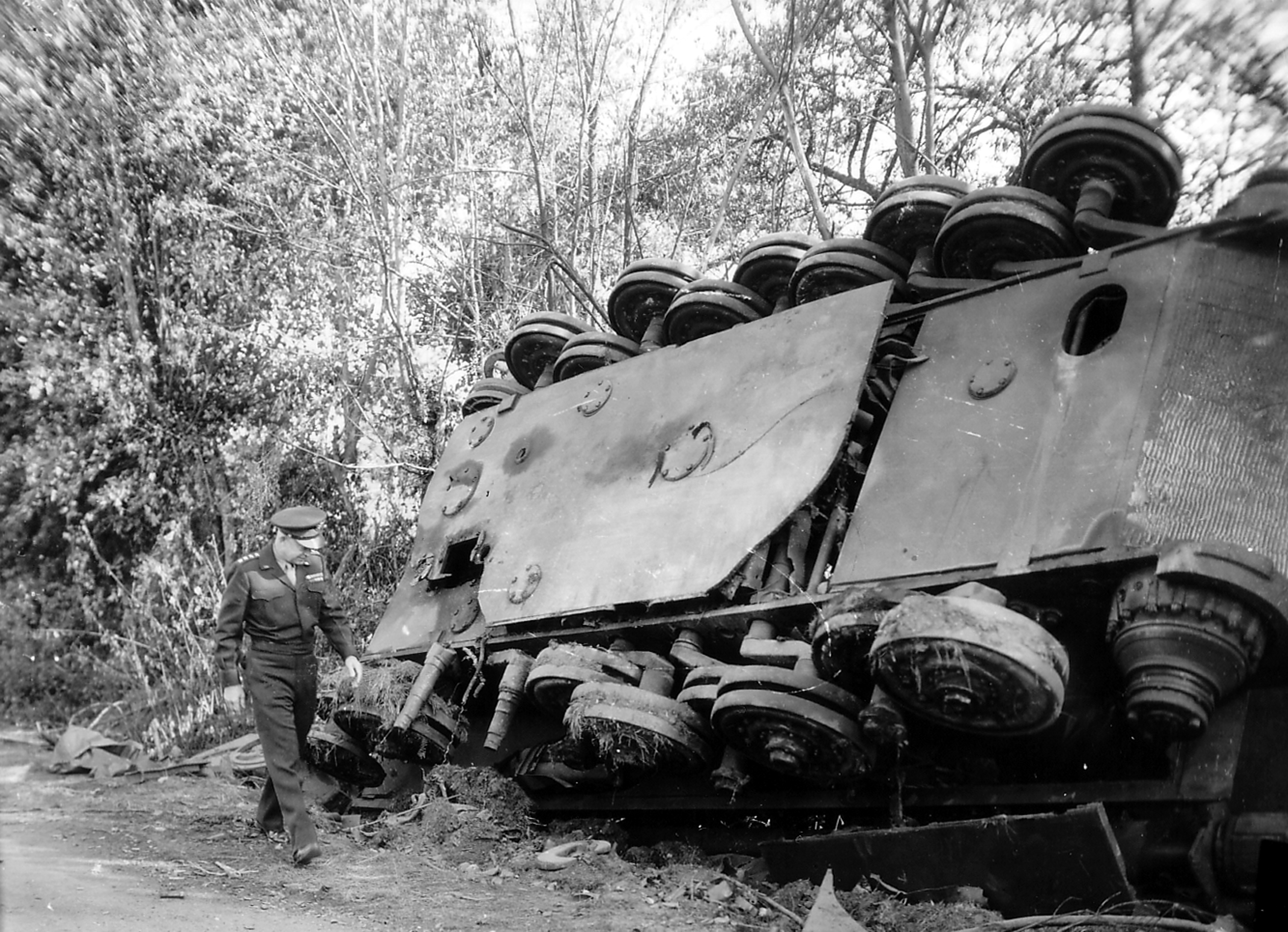
Eisenhower à Chambois, visitant le couloir de la mort.
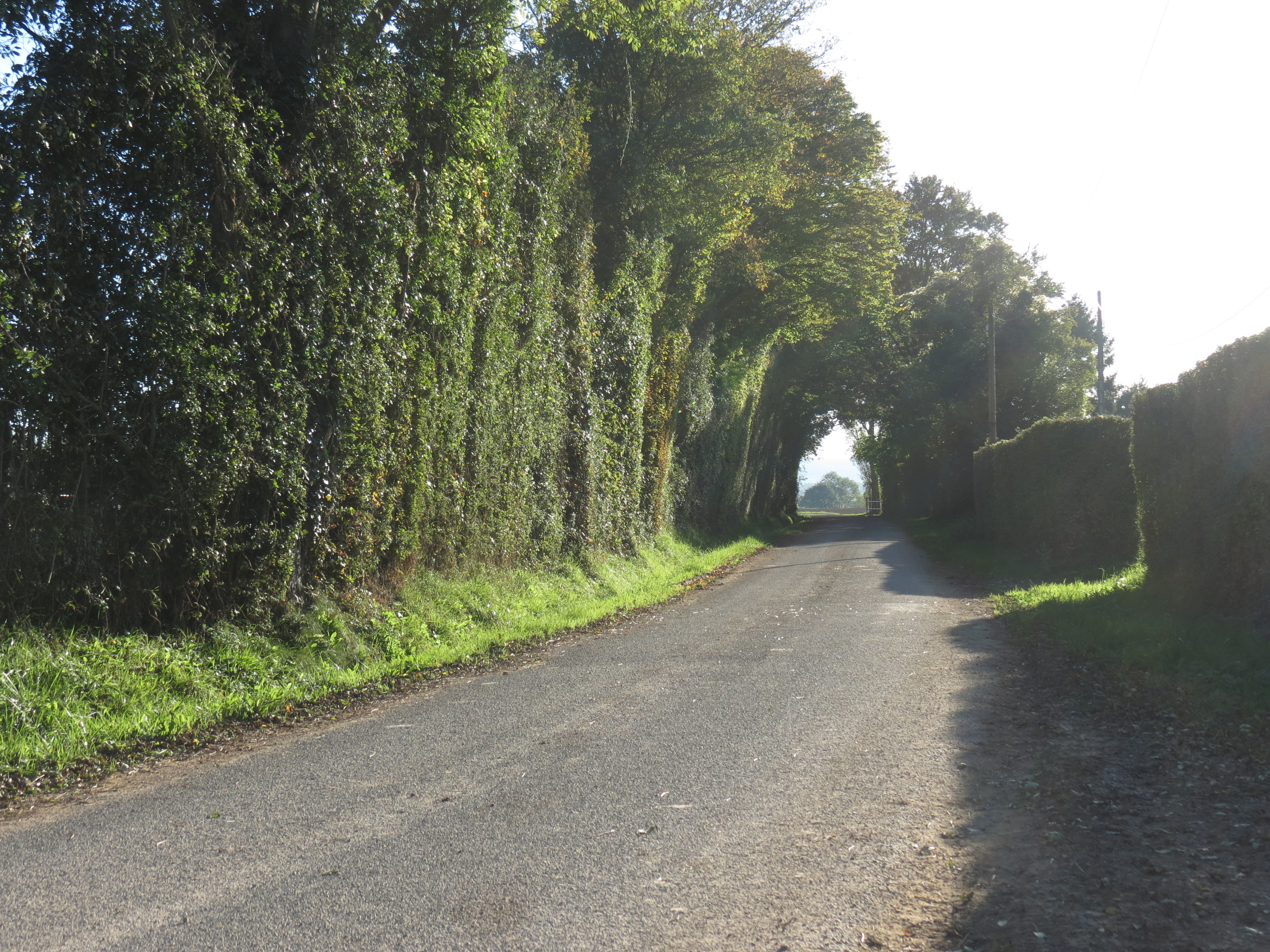
Moderne D710, une des routes du couloir de la mort.

## Aujourd'hui
Il existe un mémorial retraçant les évènements sanglants qui ont eu lieu dans le secteur de Montormel. Chaque année (en août) a lieu une cérémonie pour se souvenir. Des visites guidées et des manifestations ont lieu généralement entre mai et septembre. Depuis 2014, le site fait partie de la Voie européenne de la Paix. Il existe aussi d'autres lieux de mémoire à proximité, notamment pour la 1ère DB polonaise et les victimes civiles à proximité de Chambois.